# 八仙宫
八仙宫，全称敕建万寿八仙宫，俗称八仙庵，位于中国陕西省西安市东关长乐门外长乐坊，属于道教全真派龙门宗法嗣，主祀八仙，是西安市规模最大、保存最完整的道教宫观，为道教在中國西北地區最大的十方丛林。

## 历史
八仙宫位于唐朝兴庆宫局部故址上。八仙宫始建于宋朝，初兴于元朝初年。据八仙宫的石碑记载，宋朝时这里地下常有雷鸣之声，民众建雷神庙以镇之。后来有人在雷神庙见到八位异人游宴，认为他们是“八仙”显化，乃建庙祀之，称“八仙庵”。庵前立有“长安酒肆”石碑，旁刻“吕纯阳先生遇汉钟离先生成道处。”另据《列仙传》记载，钟离权在长安酒肆感悟吕洞宾，“黄粱梦觉”度吕洞宾成仙，后人在此立祠祀吕洞宾。
金、元之际，道教全真派兴起，全真派尊汉钟离、吕洞宾为北五祖之中的两位，因此在“雷祖殿”、“八仙庵”的基础上扩建殿堂，使八仙庵颇具规模。明、清时期，八仙庵逐渐发展成为道教著名的十方丛林，是西北数省道教徒学习、授戒的场所。
清朝嘉庆十年（1805年），嘉庆帝敕封八仙宫主祀的全真教北五祖之一的吕洞宾为“燮元赞运警化孚佑帝君”，列入国家祀典，每年春秋二次祭祀，八仙宫的地位开始升格。至清朝同治年间，八仙宫正式确立道教十方丛林体制，成为全真派著名宫观，与周至楼观台、留坝张良庙并称为陕西三大丛林。

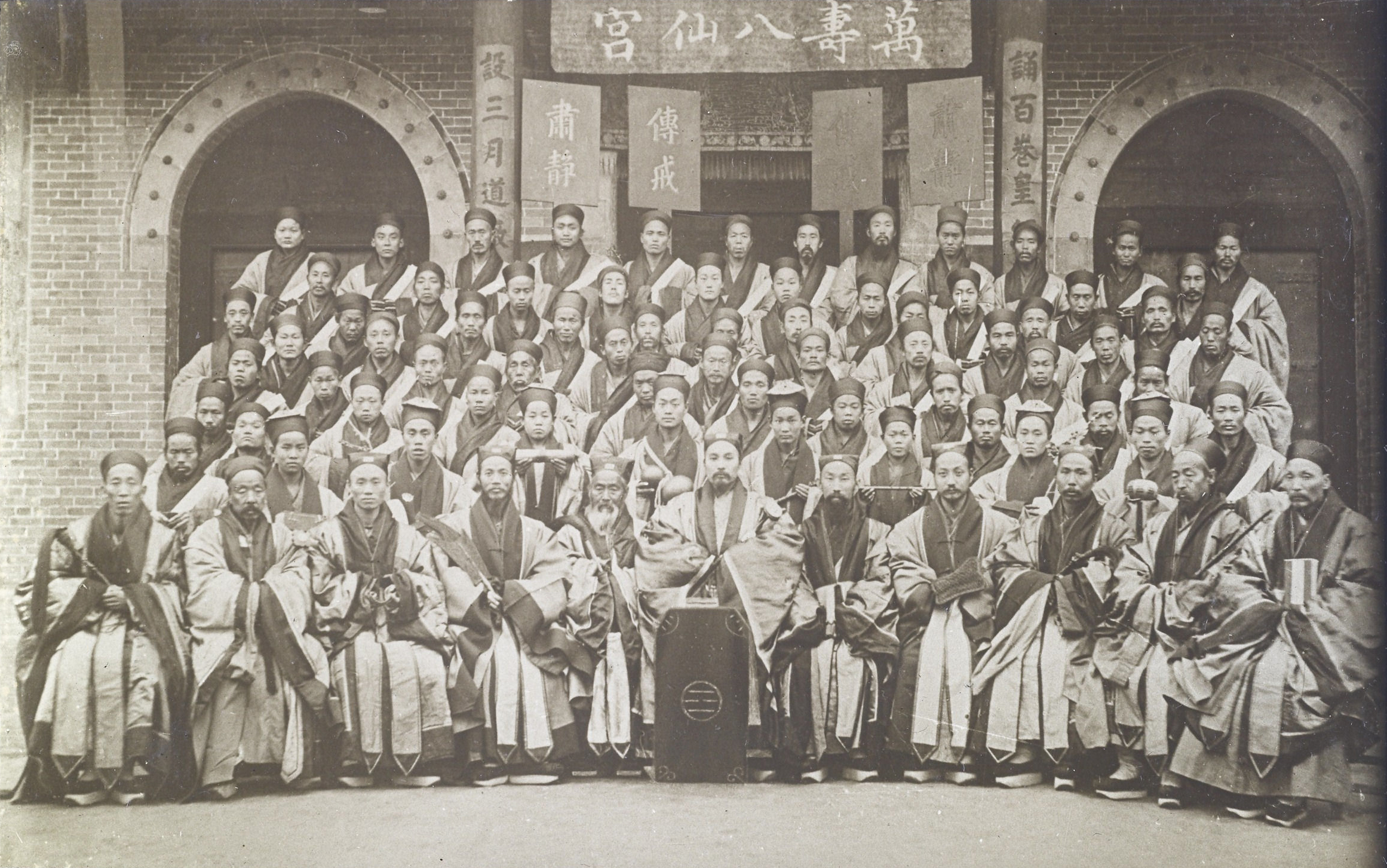
清末八仙宫道士合影，梅荫华摄于1910年至1911年间

清朝光绪二十六年（1900年），在庚子事变中，八国联军攻占北京，慈禧太后、光绪帝西逃至西安，曾经驻跸八仙庵。后来朝廷颁发1000两白银，命八仙宫方丈李宗阳（河南南阳人）建青砖牌坊两座及大影壁，敕封方丈李宗阳为“紫袍玉冠真人”，赐光绪帝书“宝箓仙传”匾额、慈禧太后书“洞天云笈”和“玉清至道”匾额，并且赐名“敕建万寿八仙宫”（并赐宫额），“八仙宫”之名由此得来。八仙宫一跃成为全国重要道教宫观，与北京白云观、南阳玄妙观、济南长春观合称为“全真四大丛林”。
1930年代，国民政府为积极抗日，营建后方，设西安为行政院院辖市，更名西京，号为陪都。民国27年（1938年），八仙宫监院唐旭庵在陕西省主席杨虎城等人支持下，重修八仙宫，使八仙宫规模更完备。
中华人民共和国初期，八仙宫有道士108名、土地126亩。1956年，八仙宫被确定为第一批陕西省文物保护单位。1956年，成立高级农业合作社，1958年改成人民公社。文化大革命期间，八仙宫遭严重破坏，殿堂和其他房屋被工厂占用。1982年，八仙宫被批准为道教全国重点宫观，并成立“八仙宫管理领导小组”。1985年，工厂全部从被占用的八仙宫房屋、殿堂中迁出。1991年，八仙宫道众选举闵智亭为监院，曾教风为副监院。1992年5月16日（农历四月十四日，纯阳祖师吕洞宾诞辰），八仙宫举行修复落成、神像开光、监院升座典礼。1996年，成立“八仙宫管理委员会”。
陕西省道教协会原来的办公地址位于八仙宫东跨院，条件简陋。2008年，陕西省道教协会新办公场所申请立项，2011年8月12日正式启用。新办公场所位于西安市新城区永乐路86号“丽苑·168”商住楼第3层8套632.24平方米办公用房，是陕西省政府机关事务管理局、陕西省宗教局在陕西省发改委、陕西省财政厅的支持下购置。2010年3月16日，陕西省政府机关事务管理局在丽苑大厦向陕西省道教协会移交办公用房，陕西省宗教局副局长张宁岗主持了交接仪式，陕西省政府机关事务管理局副局长胡铁汉向中国道教协会会长兼陕西省道教协会会长任法融移交了房屋钥匙。
过去每年农历四月十四日、十五日、十六日，八仙宫举办一年一度的庙会。

## 建筑
八仙宫现占地面积110亩，坐北朝南，现存殿堂均保留着明、清时期风貌。自山门至后殿分为三进院落，并有东、西两个跨院。自山门至第三进斗姥殿，东西两侧有厢房，分别作为客堂、寰堂、寮堂。主要建筑有：
- 牌坊：位于山门外，是两座青砖砌大牌坊。
- 影壁：位于山门外，刻有 “万古长青”四个大字。
- 山门：面阔五间。悬挂“敕建万寿八仙宫”匾额。
- 遇仙桥：位于山门内正北，灵官殿前。桥下悬两个大铜钱，铜钱中央的方口内挂有铜铃。游客可投掷硬币“打金钱眼”以祈福。据传，道教全真派创始者王重阳求道时，在甘河桥（今户县甘河镇一带）遇到吕洞宾授“五篇灵文”而得道，所以全真十方丛林都修遇仙桥以象征全真仙源，垂教后学。
- 灵官殿：第一进殿。面阔五间。殿内供奉王灵官彩塑像。两侧分别为青龙将军、白虎将军的彩塑像。门外檐下悬挂“其道大光”匾额（下款为“邵力子书”），东次间外檐下悬挂“赫声濯灵”匾额（上款为“光绪戊寅清和上浣榖旦”，下款为“古镐京弟子 马志濬 敬献”），西次间外檐下悬挂“佑我弟子”匾额（正上方为一“献”字，下方偏右有五行字，上款为“中华民国三十年古历四月十四日榖旦”，下款为“那天爵敬书……”。灵官殿东、西两侧各开一偏门，东偏门上刻有“朝阳”，西偏门上刻有“清虚”。
  - 钟楼：位于灵官殿前西侧。钟楼砖雕对联为：“宝露凝芳霏烟泛彩，仙钟簇韵法教扬音。
  - 鼓楼：位于灵官殿前东侧。”鼓楼砖雕对联为：“鼓调清越丰年大有，昭声警众福满神州。”
  - 碑廊：位于灵官殿前院落的东、西两侧。
- 放生池：位于八仙殿正前方。平面为八角形，池中央有一石雕八卦图案。
- 八仙殿：第二进殿，为八仙宫的主殿。面阔五间，门外檐下悬挂光绪帝御书“宝箓仙传”匾额，原物已毁，此为复制品。据《咸宁长安两县续志》载：“二十六年，两宫西狩，御题‘洞天云笈’、‘宝箓仙传’匾额。”东次间外檐下悬挂“道法自然”匾额（下款为“赵朴初”）。西次间外檐下悬挂“永沐神恩”匾额。八仙殿后外檐下悬挂“克孚众望”匾额（上款为“恭贺 德存姚大监院升座志禧”，下款为“长沙罗克俊敬题 中华民国三十七年夏历六月十五日”）、“玄门柱石”匾额（上款为“恭颂 八仙庵明中邱大监院升座志禧”，下款为“中华民国三十三年八月初十日榖旦”）、“居德斯颐”匾额（上款为“园阳监院有道法鉴”，下款为“长沙罗克俊题 中华民国三十一年仲秋月榖旦”）。殿内正中奉祀东华帝君，两侧是八仙泥塑彩像。八仙殿前东西两侧各有一通石碑，东侧是光绪二十七年八月《慈禧端佑康颐昭豫庄诚寿恭钦献崇熙皇太后万寿碑》（头品顶戴尚书衔兵部侍郎兼都察院右副都御史陕西巡抚升允书，八仙庵道士李宗阳敬谨刊石[5]），西侧是民国二十七年《重修西京万寿八仙宫碑记》。碑楼的砖雕精美，左龙右凤，还有花鸟人物故事图案。
- 斗姥殿：第三进殿。面阔五间。门外悬挂慈禧太后题写“洞天云笈”匾额。殿内主供斗姥元君。左侧供奉左辅以及北斗七星中的贪狼、巨门、禄存、文曲廉贞，右侧供奉右弼以及北斗七星中的武曲、破军、上台虚精星君、中台六淳星君、下台曲生星君。斗姥殿前东西两侧有东过厅、西过厅，分别通往东、西跨院。
- 东跨院：内有吕祖殿、药王殿、太白殿。
  - 吕祖殿：位于东跨院北侧，坐北朝南。供奉吕洞宾，门外檐下悬挂“福民寿世”匾额（正上方有一红色“献”字，下方有多列文字。上款为“大清宣统三年岁次辛亥八月榖旦立”。下款为“……弟子敬叩”）。
  - 药王殿：坐北朝南。供奉药王孙思邈。
  - 太白殿：位于东跨院南侧，吕祖殿正南，坐南朝北，面阔三间。供奉太白金星。
- 西跨院：院内北面有邱祖殿，供奉邱处机，门外檐下悬挂慈禧太后题写“玉清至道”匾额（上款为“光绪三十年八月二十一日 皇太后御笔”，下款为“赐陕西敕建万寿八仙宫道士李宗阳”）。其他房屋是住持（方丈）及其他道士的居所，称为监院。西跨院的“云隐堂”悬挂“云隐堂”匾额（上款为“三十二年七月”，下款为“于右任”。据说于右任不满蒋介石独裁，认为国民党无民主，所以他写匾额从不题民国二字）。
- 西花园：位于斗姥殿北，为道士清修之所。西花园东南处为八仙养生斋，经营素斋。
  - 聚仙阁：位于斗姥殿正北，坐南朝北，绿琉璃瓦重檐歇山顶。东、西两侧靠北各有方亭一座，绿琉璃瓦顶。聚仙阁是现代仿古建筑，用来举办会议、讲座等活动。

## 外部連結
- 维基共享资源上的相關多媒體資源：八仙宫

Template:西安宗教建筑